# 大石幸史
大石 幸史（おおいし こうじ、1977年5月31日 - ）は、日本の男性元総合格闘家。兵庫県神戸市出身。元ONE FC世界フェザー級王者。元ライト級キング・オブ・パンクラシスト。

## 来歴
神戸西高校から始めたレスリングでインターハイ3位入賞。青山学院大学ではJOC杯で準優勝。大学卒業後、和術慧舟會RJWに入門。
2000年4月14日、プロデビュー戦となったUFC 25でラバーン・クラークと対戦し、0-2の判定負けを喫した。
2001年3月、パンクラス横浜に練習生として入門。10月30日、パンクラスデビュー戦でミック・グリーンと対戦し、2-0の判定勝ちを収めた。
2001年12月23日、DEEP初出場となったDEEP2001 3rd IMPACTで村濱天晴と対戦し、2-0の判定勝ちを収めた。
2002年3月25日、パンクラス初代ウェルター級（-75kg）王者決定トーナメント出場権獲得試合で北岡悟と対戦し、2-0の判定勝ちを収めた。5月28日、トーナメント1回戦で割田佳充に2-0の判定勝ち。7月28日の準決勝では國奥麒樹真に0-3の判定負けを喫した。
2003年12月5日、GCM The CONTENDERS-Qで行なわれたDOUBLES TOURNAMENTにアライケンジとタッグを組んで出場。1回戦で和田拓也&若林次郎組に敗退した。
2005年6月4日、UFCに5年1か月ぶり2度目の参戦となったUFC 53でニック・ディアスと対戦し、パウンドでKO負け。8月27日、パンクラスでニックの弟であるネイサン・ディアスと対戦し、3-0の判定勝ちを収めた。
2007年5月30日、パンクラスで行なわれたウェルター級王座次期挑戦者決定戦で井上克也と対戦し、左ストレートによるKO負けを喫した。
2007年8月25日、カナダ・ノースバンクーバーで開催されたBodogFightでクリス・エイドと対戦し、左フックによるKO勝ちを収めた。12月9日、フィリピン・マニラで開催されたRing of Fireにチーム・ジョシュ・バーネットの一員として出場。カレン・ダラベドヤンと対戦し、3-0の判定勝ちを収めた。
2008年1月7日付けでパンクラスism道場長を辞任した伊藤崇文に代わり、新道場長に就任した。4月27日、道場長就任後の初試合でライト級キング・オブ・パンクラシスト昇侍と対戦し、1-0の判定ドローとなった。
2008年8月27日、ライト級キング・オブ・パンクラス決定戦で小路伸亮と対戦予定であったが、8月になって小路が引退を表明し、タイトルマッチは消滅した。
2008年10月1日、パンクラス15周年記念興行第1弾でZSTの小谷直之と対戦し、3-0の判定勝ち。
2008年12月7日、パンクラス第4回ism主催興行で行なわれたライト級キング・オブ・パンクラス決定戦で井上克也と対戦し、0-3の判定負けを喫し王座獲得に失敗した。
2009年4月5日、パンクラスで真騎士と対戦し、1-1の判定ドローとなった。
2010年4月4日、パンクラス・ライト級王座次期挑戦者決定戦でISAOと対戦し、3-0の判定勝ちを収めた。
2010年12月5日、パンクラス第6回ism主催興行で永田克彦と対戦し、1-1の判定ドローとなった。
2011年5月3日、ライト級キング・オブ・パンクラス決定戦で花澤大介と対戦し、判定勝ちを収め王座獲得に成功した。プロ11年目にして初のタイトル獲得となった。
2012年4月1日、ライト級キング・オブ・パンクラスタイトルマッチで挑戦者のISAOと対戦し、0-3の判定負けを喫し王座陥落した。
2013年3月17日、フェザー級キング・オブ・パンクラスタイトルマッチで王者のタクミに挑戦し、0-1の判定ドローで王座獲得に失敗した。

### ONE FC
2013年5月31日、ONE Fighting Championship初出場となったONE FC 9で行われたONE FC世界フェザー級タイトルマッチで王者のホノリオ・バナリオに挑戦し、KO勝ちを収め王座獲得に成功した。
2013年12月6日、ONE FC 13で行われたONE FC世界フェザー級タイトルマッチで挑戦者のホノリオ・バナリオと再戦し、KO勝ちを収め初防衛に成功した。
2014年8月29日、ONE FC 19で行われたONE FC世界フェザー級タイトルマッチで挑戦者のジャダンバ・ナラントンガラグと対戦し、判定負けを喫し王座陥落した。
2015年1月23日、モチベーションの低下を理由に引退を表明した。
2015年2月1日、PANCRASE 264で引退セレモニーが行われ記念ベルトが贈呈された。

## 戦績

### 総合格闘技
| 総合格闘技 戦績 | 総合格闘技 戦績 | 総合格闘技 戦績 | 総合格闘技 戦績 | 総合格闘技 戦績 | 総合格闘技 戦績 | 総合格闘技 戦績 |
| --------------- | --------------- | --------------- | --------------- | --------------- | --------------- | --------------- |
| 43 試合         | (T)KO           | 一本            | 判定            | その他          | 引き分け        | 無効試合        |
| 25 勝           | 8               | 0               | 17              | 0               | 10              | 0               |
| 10 敗           | 3               | 1               | 6               | 0               | 10              | 0               |

| 勝敗 | 対戦相手                     | 試合結果                                  | 大会名                                                                         | 開催年月日     |
| ×    | ジャダンバ・ナラントンガラグ | 5分5R終了 判定0-3                         | ONE FC 19: Reign of Champions 【ONE FC世界フェザー級タイトルマッチ】           | 2014年8月29日  |
| ○    | ホノリオ・バナリオ           | 3R 1:43 KO（右ストレート→パウンド）       | ONE FC 13: Moment of Truth 【ONE FC世界フェザー級タイトルマッチ】              | 2013年12月6日  |
| ○    | ホノリオ・バナリオ           | 2R 1:45 KO（右ストレート）                | ONE FC 9: Rise to Power 【ONE FC世界フェザー級タイトルマッチ】                 | 2013年5月31日  |
| △    | タクミ                       | 5分3R終了 判定0-1                         | PANCRASE 246 【フェザー級キング・オブ・パンクラスタイトルマッチ】              | 2013年3月17日  |
| ○    | ジョン・ショレス             | 5分3R終了 判定3-0                         | PANCRASE 2012 PROGRESS TOUR                                                    | 2012年12月1日  |
| ○    | ロブ・ヒル                   | 3R 1:26 TKO（ドクターストップ）           | Legend Fighting Championship 10                                                | 2012年8月24日  |
| ×    | ISAO                         | 5分3R終了 判定0-3                         | PANCRASE 2012 PROGRESS TOUR 【ライト級キング・オブ・パンクラスタイトルマッチ】 | 2012年4月1日   |
| △    | 永田克彦                     | 5分3R終了 判定0-0                         | PANCRASE 2011 IMPRESSIVE TOUR                                                  | 2011年12月3日  |
| △    | 高橋“Bancho"良明             | 5分2R終了 判定0-0                         | PANCRASE 2011 IMPRESSIVE TOUR                                                  | 2011年10月2日  |
| ○    | 花澤大介                     | 5分3R終了 判定3-0                         | PANCRASE 2011 IMPRESSIVE TOUR 【ライト級キング・オブ・パンクラス決定戦】       | 2011年5月3日   |
| △    | 永田克彦                     | 5分2R終了 判定1-1                         | PANCRASE 2010 PASSION TOUR                                                     | 2010年12月5日  |
| ○    | ISAO                         | 5分3R終了 判定3-0                         | PANCRASE 2010 PASSION TOUR 【ライト級王座次期挑戦者決定戦】                    | 2010年4月4日   |
| ○    | フィリップ・オリビエリ       | 5分2R終了 判定2-0                         | PANCRASE 2009 CHANGING TOUR                                                    | 2009年8月8日   |
| ○    | キム・ヒュンクワン           | 5分2R終了 判定2-0                         | PANCRASE 2009 CHANGING TOUR                                                    | 2009年6月7日   |
| △    | 真騎士                       | 5分2R終了 判定1-1                         | PANCRASE 2009 CHANGING TOUR                                                    | 2009年4月5日   |
| ×    | 井上克也                     | 5分3R終了 判定0-3                         | PANCRASE 2008 SHINING TOUR 【ライト級キング・オブ・パンクラス決定戦】          | 2008年12月7日  |
| ○    | 小谷直之                     | 5分3R終了 判定3-0                         | PANCRASE 2008 SHINING TOUR                                                     | 2008年10月1日  |
| △    | 昇侍                         | 5分3R終了 判定1-0                         | PANCRASE 2008 SHINING TOUR                                                     | 2008年4月27日  |
| ○    | カレン・ダラベドヤン         | 5分3R終了 判定3-0                         | PFP: Ring of Fire                                                              | 2007年12月9日  |
| ○    | クリス・エイド               | 3R 0:44 KO（左フック）                    | BodogFight: Vancouver                                                          | 2007年8月25日  |
| ×    | 井上克也                     | 2R 2:45 KO（左ストレート）                | PANCRASE 2007 RISING TOUR 【ウェルター級王座次期挑戦者決定戦】                 | 2007年5月30日  |
| ○    | 野沢洋之                     | 1R 4:53 KO（右フック）                    | PANCRASE 2006 BLOW TOUR                                                        | 2006年12月10日 |
| ○    | キム・インソク               | 1R 2:31 KO（右フック）                    | PANCRASE 2006 BLOW TOUR                                                        | 2006年10月25日 |
| ×    | カーロス・コンディット       | 3R 1:01 TKO（ドクターストップ：口唇負傷） | PANCRASE 2006 BLOW TOUR                                                        | 2006年7月28日  |
| ×    | 石毛大蔵                     | 5分3R終了 判定0-2                         | PANCRASE 2006 BLOW TOUR                                                        | 2006年1月26日  |
| △    | ポール・ロドリゲス           | 5分3R終了 判定0-1                         | PANCRASE 2005 SPIRAL TOUR                                                      | 2005年11月4日  |
| ○    | ネイト・ディアス             | 5分3R終了 判定3-0                         | PANCRASE 2005 SPIRAL TOUR                                                      | 2005年8月27日  |
| ×    | ニック・ディアス             | 1R 1:24 KO（パウンド）                    | UFC 53: Heavy Hitters                                                          | 2005年6月4日   |
| ○    | 花澤大介13                   | 3R 0:31 KO（サッカーボールキック）        | PANCRASE 2005 SPIRAL TOUR                                                      | 2005年4月10日  |
| ×    | 長谷川秀彦                   | 2R終了時 TKO（アンクルホールド）          | PANCRASE 2004 BRAVE TOUR                                                       | 2004年10月12日 |
| ○    | 倉持昌和                     | 2R 4:13 TKO（パウンド）                   | PANCRASE 2004 BRAVE TOUR                                                       | 2004年6月22日  |
| △    | 星野勇二                     | 5分3R終了 判定0-1                         | PANCRASE 2004 BRAVE TOUR                                                       | 2004年4月23日  |
| △    | ヒース・シムズ               | 5分3R終了 判定1-0                         | PANCRASE 2004 BRAVE TOUR                                                       | 2004年2月6日   |
| ○    | 飯田崇人                     | 5分2R終了 判定3-0                         | PANCRASE 2003 HYBRID TOUR                                                      | 2003年12月21日 |
| ○    | 平山貴一                     | 5分2R終了 判定3-0                         | DEMOLITION                                                                     | 2003年7月21日  |
| ○    | 花澤大介13                   | 5分2R終了 判定3-0                         | PANCRASE 2003 HYBRID TOUR                                                      | 2003年5月18日  |
| ○    | クリス・ライトル             | 5分3R終了 判定2-1                         | PANCRASE 2003 HYBRID TOUR                                                      | 2003年4月12日  |
| △    | 和田拓也                     | 5分2R終了 判定1-0                         | PANCRASE 2003 HYBRID TOUR                                                      | 2003年1月26日  |
| ○    | ワン・アヤラ                 | 5分3R終了 判定3-0                         | PANCRASE 2002 SPIRIT TOUR                                                      | 2002年10月29日 |
| ×    | 國奥麒樹真                   | 5分2R+延長R終了 判定0-3                   | PANCRASE 2002 SPIRIT TOUR 【ウェルター級王者決定トーナメント 準決勝】          | 2002年7月28日  |
| ○    | 割田佳充                     | 5分2R終了 判定2-0                         | PANCRASE 2002 SPIRIT TOUR 【ウェルター級王者決定トーナメント 1回戦】           | 2002年5月28日  |
| ○    | 北岡悟                       | 5分2R終了 判定2-0                         | PANCRASE 2002 SPIRIT TOUR 【ウェルター級王者決定トーナメント 出場権獲得試合】  | 2002年3月25日  |
| ○    | 村濱天晴                     | 5分3R終了 判定2-0                         | DEEP2001 3rd IMPACT X'mas in DIFFER ARIAKE                                     | 2001年12月23日 |
| ○    | ミック・グリーン             | 5分2R終了 判定2-0                         | PANCRASE 2001 PROOF TOUR                                                       | 2001年10月30日 |
| ×    | ラバーン・クラーク           | 5分3R終了 判定0-2                         | UFC 25: Ultimate Japan 3                                                       | 2000年4月14日  |

### グラップリング
| 勝敗 | 対戦相手   | 試合結果            | 大会名                                                 | 開催年月日    |
| △    | 花井岳文   | 5分2R終了 判定0-0   | PANCRASE 2003 HYBRID TOUR 【キャッチレスリングルール】 | 2003年10月4日 |
| △    | 佐々木有生 | 5分1R終了 判定0-1   | PANCRASE 2002 SPIRIT TOUR 【キャッチレスリングルール】 | 2002年8月25日 |
| △    | 村濱天晴   | 5分2R終了 判定40-40 | CONTENDERS 2000                                        | 2000年7月1日  |

### グラップリング・タッグマッチ
| 勝敗 | 対戦相手                                       | 試合結果                              | 大会名                                            | 開催年月日    |
| ×    | 和田拓也&若林次郎 （パートナー：アライケンジ） | 4:54 腕ひしぎ十字固め （和田→アライ） | GCM The CONTENDERS-Q 【DOUBLES TOURNAMENT 1回戦】 | 2003年12月5日 |

## 獲得タイトル
- 第4代ライト級キング・オブ・パンクラス王座（2011年）
- 第2代ONE世界フェザー級王座（2013年）